# Notoligotomidae
Notoligotomidae zijn een familie van webspinners (Embioptera).

## Taxonomie
- Onderfamilie Burmitembiinae  †
  - Geslacht Burmitembia  †
    - Burmitembia venosa  † - Cockerell, 1919
- Onderfamilie Notoligotominae
  - Geslacht Notoligotoma
    - Notoligotoma hardyi - (Friederichs, 1914)
    - Notoligotoma nitens - Davis, 1936

  - Geslacht Ptilocerembia
    - Ptilocerembia roepkei - Friederichs, 1923
      - Ptilocerembia roepkei dimidiata - Friederichs, 1934